# Som da Minha Vida
Som da Minha Vida  é o décimo segundo álbum de estúdio da cantora brasileira Fernanda Brum, lançado pela MK Music em 2017.
O disco recebeu, em grande maioria, críticas positivas da mídia especializada. Além disso, venceu o Grammy Latino de Melhor Álbum de Música Cristã (Língua Portuguesa).
| Críticas profissionais | Críticas profissionais |
| Avaliações da crítica  | Avaliações da crítica  |
| Fonte                  | Avaliação              |
| ---------------------- | ---------------------- |
| Super Gospel           | [ 3 ]                  |

## Faixas
| N.º            | Título                                    | Compositor(es)                                              | Duração |  |
| 1.             | "Som da Minha Vida"                       | Fernanda Brum, Emerson Pinheiro e Livingston Farias         | 04:34   |  |
| 2.             | "Eu Sigo"                                 | Emerson Pinheiro, Anderson Lima, Dedy Coutinho              | 03:49   |  |
| 3.             | "Do Nilo à Terra Prometida"               | Anderson Freire                                             | 06:04   |  |
| 4.             | "Lavar Teus Pés"                          | Klênio                                                      | 04:44   |  |
| 5.             | "Rosa Cheirosa"                           | Fernanda Brum Emerson Pinheiro Livingston Farias            | 04:08   |  |
| 6.             | "Quando o Fogo se Vai"                    | Fernanda Brum Dedy Coutinho                                 | 04:42   |  |
| 7.             | "Caiu Babel (Incidental: Rap Caiu Babel)" | Biorki, Fernanda Brum, Emerson Pinheiro e Livingston Farias | 03:55   |  |
| 8.             | "Salomão Orou"                            | Livingston Farias                                           | 03:57   |  |
| 9.             | "A Carta"                                 | Fernanda Brum e Dedy Coutinho                               | 04:18   |  |
| 10.            | "Essa Tal Rejeição"                       | Fernanda Brum                                               | 05:12   |  |
| 11.            | "Acredita Brasil"                         | Emerson Pinheiro                                            | 03:46   |  |
| Duração total: | Duração total:                            | Duração total:                                              | 50:18   |  |

## Live Session
Em Dezembro de 2018, a MK Music disponibilizou o Live Session contendo 5 músicas do álbum.
| N.º            | Título                                    | Compositor(es)                                              | Duração |  |
| 1.             | "Caiu Babel (Incidental: Rap Caiu Babel)" | Biorki, Fernanda Brum, Emerson Pinheiro e Livingston Farias | 04:08   |  |
| 2.             | "Eu Sigo"                                 | Emerson Pinheiro, Anderson Lima, Dedy Coutinho              | 04:02   |  |
| 3.             | "Quando o Fogo Se Vai"                    | Fernanda Brum e Dedy Coutinho                               | 04:50   |  |
| 4.             | "Salomão Orou"                            | Livingston Farias                                           | 04:14   |  |
| 5.             | "Som da Minha Vida"                       | Fernanda Brum Emerson Pinheiro Livingston Farias            | 04:43   |  |
| Duração total: | Duração total:                            | Duração total:                                              | 21:59   |  |

## Prêmios e indicações
Grammy Latino
| Ano  | Categoria                                                          | Trabalho          | Resultado |
| ---- | ------------------------------------------------------------------ | ----------------- | --------- |
| 2018 | Grammy Latino de Melhor Álbum de Música Cristã (língua portuguesa) | Som da Minha Vida | Venceu    |

## Clipes
| Música                           | Lançamento            |
| -------------------------------- | --------------------- |
| Lavar Teus Pés (CLIPE COM LETRA) | 10 de outubro de 2017 |
| A Carta                          | 31 de agosto de 2018  |

## Ficha Técnica
- PRODUÇÃO EXECUTIVA: MK MUSIC

- PRODUÇÃO MUSICAL EMERSON PINHEIRO

- ARRANJOS EMERSON PINHEIRO (EXCETO NAS MÚSICAS ACREDITA BRASIL E SALOMAO OROU)

POR DANILO SINNA)
PIANOS E LOOPS EMERSON PINHEIRO
- TECLADOS: EMERSON PINHEIRO PESSA TAL DE REJEIÇÃO", "EU SIGO"

"SOM DA MINHA VIDA" E "ROSA CHEIROSA" 
- TECLADOS: DANILO SINNA CACREDITA BRASIL", "SALOMÃO OROU", "CAIU BABEL E INCIDENTAL"

- TECLADOS: TADEU CHUFF (QUANDO O FOGO SE VAI DO NILO A TERRA PROMETIDA', 'SOM DA MINHA VIDA', 'LAVAR TEUS PÉS E INCIDENTAL)

- BAIXO DEDY COUTINHO

- BATERIA: LEONARDO REIS

- PERCUSSÃO: DADA COSTA (ACREDITA BRASIL)

- METAIS. DANILO SINNA (SAXOFONE) ("ACREDITA BRASIL E 'SALOMÃO OROU JORGINHO TRUMPETE (TROMPETE E RAFÆL ROCHA (TROMBONE)

- GAITA: DANILO SINNA CESSA TAL DE REJEIÇÃO

- GUITARRAS E VIOLÕES: DUDA ANDRADE (EXCETO EM ACREDITA BRASIL, POR TAVINHO MENEZES)

- BACKING VOCAL: DEDY COUTINHO, ANDERSON LIMA, BETANIA LIMA E JESSICA RAMALHO

- DIREÇÃO DE BACKING VOCAL DEDY COUTINHO

- PRODUÇÃO VOCAL BRUNO OLIVEIRA (PREPARAÇÃO E AJUSTES VOCAIS)

E DEDY COUTINHO (DIRECIONAMENTO MELODICO)
- GRAVADO NO OASIS MUSIC VIDEO POR RENATO LUIZ

- MIXAGEM E MASTERIZAÇÃO: RENATO LUIZ

- FOTOGRAFIA: ALEX SANTANA

- BRANDON BARCELLOS

- PROJETO GRÁFICO: DINARA LUZ

- PRODUÇÃO LUCAS DIAS

- HIPERATIVOS PRODUCCES